# System 7
El System 7 (nom clau Big Bang i de vegades anomenat Mac OS 7) és una versió de Mac OS, sistema operatiu dels ordinadors personals Macintosh introduït el 13 de maig de 1991. Succeïx al System 6, i va ser el principal sistema operatiu dels Mac fins a ser substituït per Mac OS 8 en 1997. Les característiques afegides al System 7 van incloure Multi-tasca cooperativa, memòria virtual, compartir arxius personals, QuickTime, QuickDraw 3D i una interfície gràfica millorada. Avui dia encara és utilitzat per un petit nombre d'usuaris Macintosh que utilitzen equips basats en Microprocessadors Motorola de la família 68000. Tingui's en compte que "System 7" és usat com un terme genèric per a referir-se a totes les seves versions. Amb el llançament de la versió 7.6 en 1997, Apple va canviar oficialment el nom del sistema operatiu a Mac OS, un nom que va aparèixer per primera vegada en el System 7.5.1. System 7 va ser desenvolupat per a processadors Motorola 68k però va ser traslladat a PowerPC, quan Apple va adoptar l'ús del nou processador.

## Característiques
Comparant amb System 6, System 7 oferia: 
- Multi-tasca cooperativa nadiua. En System 6, aquesta prestació és opcional mitjançant el MultiFinder.
- La paperera és ara un directori formal, amb el que els fitxers no s'esborren al reiniciar l'equip.
- Facilitat per a compartir arxius entre usuaris en xarxa AppleTalk, proveïa d'una comunicació més estable i comuna per a altres equips.
- Alias. Un àlies és un petit fitxer que representa altre objecte en el sistema d'arxius. L'àlies típic és petit, entre 1 i 5 KB. Actua com un redirector a altre objecte com un document, un executable, un directori, un disc dur, un fitxer o volum de xarxa, una unitat removible o una impressora. Al fer doble clic en ella, el sistema es comporta com si s'hagués fet en l'arxiu original. A més, si es tria un fitxer d'àlies des d'un quadre de diàleg d'obertura, s'obre el fitxer original. A diferència del mecanisme basat en trajectòria de Windows 95, l'alies també emmagatzema una referència a l'entrada del fitxer en el catàleg del sistema, i per això continua funcionant si el fitxer es mou o se li canvia el nom. Un àlies pot descriure's com una fusió entre un enllaç dur i un enllaç simbòlic dels sistemes operatius tipus Unix (com el Mac OS X).
- Les extensions del sistema (petits fitxers de codi INIT que amplien la funcionalida del sistema) van ser millorades recol·locant-les en el seu propi directori, en lloc d'estar en l'arrel del System Folder (nom de la carpeta del sistema operatiu en els Mac) com en versions anteriors. A més es permet a l'usuari inhabilitar-les mantenint premuda la tecla de majúscules durant l'arrencada. Versions posteriors de System 7 incorporen l'Extensions Manager (manejador d'extensions), que simplificava el procés d'habilitar/inhabilitar cada extensió individualment. Les extensions eren sovint una font d'inestabilitat i aquests canvis van fer la resolució de conflictes més amigable i assistida.
- L'accessori de l'escriptori Panell de control es converteix en la carpeta Panells de control (Control Panels en la versió en anglès, situada en el System Folder i accessible a l'usuari mitjançant un àlies del menú Apple). Els panells de control en si mateixos es converteixen en arxius separats, emmagatzemats dintre d'aquest directori.
- El Menú Apple (que abans mostrava només els accessoris d'escriptori recopilats dels recursos DRVR del fitxer/maletí System) ara llista el contingut del directori Ítems Menú Apple (Apple Menu Ítems) incloent alies. Els accessoris d'escriptori, dissenyats originalment per a proporcional una pseudo multi-tasca, no són ja necessaris a l'existir veritable multi-tasca de forma nadiua. la seva tecnologia és desaprovada, i System 7 els tracta igual que a altres aplicacions. Els accessoris de l'escriptori ara s'executen en el seu propi procés en lloc de manllevar al procés de l'aplicació amfitrió.
- El menú d'Aplicacions, una llista de les aplicacions en execució, abans situada al final del menú Apple sota MultiFinder, disposen ara del seu propi menú, a la dreta. A més s'introduïx la tecnologia Ocultar/Mostrar, permetent a l'usuari ocultar aplicacions de la vista mentre que encara segueixen executant-se.
- Globus d'Ajuda (Balloon Help), un accessori d'identificació del sistema similar als tooltips.
- AppleScript, un llenguatge de script per a automatitzar tasques. Encara que és bastant complex perquè els programadors d'aplicacions ho suportin, és molt popular entre usuaris, i avui dia existeix una versió actualitzada que forma part del Mac OS X.
- AppleEvents. Donen suport a AppleScript amb un nou model d'esdeveniments d'alt nivell que ser enviats a les aplicacions, juntament amb ajuda perquè funcioni també sobre xarxa AppleTalk.
- QuickDraw de 32 bits, suportant les imatges denominades de color veritable ("true color"), s'inclou com a estàndard; anteriorment estava disponible com una extensió del sistema. QuickDraw s'utilitza en Mac OS per a un dibuix ràpid en pantalla.
- Publish and Subscribe (Publicar i subscriure). Aquesta característica permet que dades publicades per una aplicació siguin importats (subscrits) per una altra i que les dades siguin actualitzats dinàmicament. Els programadors es van queixar que l'API era poc manejable, i relativament poques aplicacions van acabar per suportar-lo.
- Memòria virtual. Aquesta tecnologia, ja en ús en altres equips, permet usar part del disc dur com si anés RAM física, bolcant les parts de memòria no en ús en aquest moment i recuperant-les quan és necessari.
- Fonts vectorials TrueType. Fins a aquest moment totes les fonts del Macintosh eren Bitmap, o un conjunt de fonts de pantalla bitmap aparellades amb fonts vectorials PostScript para la impressora. TrueType oferix per primera vegada un sol format de font que apareixia igual en pantalla i en paper. Aquesta tecnologia va ser reconeguda tan important com per a llançar una extensió TrueType per al System 6 també va ser llançada, juntament amb un motor actualitzat de l'accessori de l'escriptori Font/DA Mover capaç d'instal·lar la nova classe de fonts en el fitxer System del System 6.
- Una nova interfície d'usuari plena de color. Encara que aquesta característica es va fer com una millora de la interfície visual, era opcional. En les màquines sense capacitat de mostrar color, o en les que s'hagués fixat en les preferències color monocrom la interfície torna a la manera blanca i negre de versions anteriors. Solament alguns objectes es van acolorir : les barres de desplaçament, per exemple, tenien un nou aspecte, però els botons romanien en blanc i negre.
- Una nova API, Sound Manager versió 3.0, reemplaça les velles APIs ad hoc. La nova API oferix una capa d'abstracció del maquinari significativament millorada i una major qualitat de reproducció. Encara que tècnicament no és una nova característica de System 7 (aquestes prestacions ja estaven disponibles en System 6.0.7), Sound Manager 3.0 va ser la primera posada en pràctica d'aquesta tecnologia per a estendre-la a la majoria de usuris de Mac.
- System 7 va aplanar el camí per a un espai d'adreces de 32 bits, en substitució de l'anterior de 24 bits. Aquest procés va implicar convertir totes les rutines del codi del sistema operatiu a punters de 32 bits i les adreces del sistema anteriors utilitzaven els bits superiors com banderes (indicadors). Aquest canvi es va cridar "32-bit clean". Mentre que System 7 en si mateix era de 32 bits, moltes màquines existents i milers d'aplicacions en ús no ho eren, pel que va dur un temps completar el procés. Per a facilitar la transició cap al panell de control de "Memòria" es va incorporar un commutador per a inhabilitar aquesta prestació, tenint en compte la compatibilitat amb velles aplicacions.

## Programari
El System 7 va ser la primera versió de Mac OS que requeria un disc dur, degut a l'extensa grandària dels arxius instal·lats, aquests ja no cabien en un disquet de 1.44 MB. Les versions posteriors del System 7, específicament System 7.5 i 7.6, venen amb un directori d'utilitats que incorporen aplicacions addicionals com AppleScript, Disk Copy, QuickDraw GX Extres i QuickTime Movie Player, a més d'altres aplicacions que podien ser instal·lades posteriorment, de manera manual.

## Compatibilitat MS-DOS i Microsoft Windows
System 7.0 i 7.1 oferien una utilitat cridada Apple File Exchange, que proporcionava accés a disquets en format MS-DOS i Apple II. System 7 Pro, System 7.5 i posteriors venien amb PC Exchange, anteriorment un producte a part, que permetia al sistema muntar disquets formatats en DOS i Windows en l'escriptori de la mateixa manera que els discos en format Macintosh. System 7 pot també llegir discos en format HPFS i permet als usuaris accedir a xarxes de PC permetent la comuniciació. Programari de tercers com SoftPC permeten compatibilitat amb programes de MS-DOS i Microsoft Windows, mentre que uns altres com Connectix Virtual PC (avui Microsoft Virtual PC) permeten al Mac executar Windows i versions anteriors de Mac OS mitjançant emulació. Uns altres enfoquen l'assumpte per la via del maquinari utilitzant targetes d'expansió amb un processador Intel x86 i les seves pròpia memòria (la resta es mapa dels recursos del Mac). Apple llança una sèrie d'equips amb el cognom DOS Compatible que porten de sèrie una d'aquestes targetes (amb un Intel 80486 o un Intel Pentium).

## Història de la versió
Després de ser alliberat el System 7, el 7.0.1 va ser un re-llançament menor a l'octubre del 1991. El va seguir un "pedaç" anomenat "System 7 Tune-Up", succeint-lo posteriorment actualitzacions menors al llarg de la seva vida. Va haver-hi moltes actualitzacions, ja que el cicle de vida del System 7 va ser molt llarg. La major part dels canvis eren millores al programari ja existent. En aquest temps no se centralitzaven principalment a la seguretat del sistema, sinó més aviat a l'estabilitat de les aplicacions.
| Versió        | Data de publicació     | Ordinador                                                        |
| 7.0           | juny 1991              |                                                                  |
| 7.0.1         | octubre 1991           | Macintosh Quadra 700/900, PowerBook 100/140/170 i alguns altres. |
| 7.0.1P        | març 1992              | Macintosh Performa 200, 400, 600                                 |
| 7.1           | agost 1992             |                                                                  |
| 7.1P          | finals del 1992        |                                                                  |
| 7.1.1 (Pro)   | octubre 1993           |                                                                  |
| 7.1.1         | octubre 1993           | PowerBook Duo 250/270, PowerBook 520/540                         |
| 7.1.2         | març 1994              | Power Macintosh 6100/7100/8100                                   |
| 7.1.2P        | juliol 1994            | Quadra 630                                                       |
| 7.5           | 1994                   |                                                                  |
| 7.5.1         | març 1995              | Macintosh Performa 630                                           |
| 7.5.2         | agost 1995             | Power Macintosh 7200                                             |
| 7.5.3         | gener 1996             |                                                                  |
| 7.5.3 rev 2   | 1 de maig de 1996      |                                                                  |
| 7.5.3 rev 2.1 | 7 d'agost de 1996      | Macintosh Performa 6400                                          |
| 7.5.3 rev 2.2 | 7 d'agost de 1996      | Power Macintosh 9500/200, Performa 6360                          |
| 7.5.5         | 27 de setembre de 1996 |                                                                  |
| 7.6           | 7 de gener de 1997     |                                                                  |
| 7.6.1         | 7 d'abril de 1997      |                                                                  |